# Museo vivo del mare
Il museo vivo del mare si trova a Pioppi, un piccolo borgo sul mare, frazione del comune di Pollica nel Parco nazionale del Cilento.

## Geografia

### Ubicazione
Il museo è ubicato nell'antico Palazzo Vinciprova (XVI sec.), dal nome della famiglia che vi abitava, e che lo ha successivamente donato al comune di Pollica.
Nel palazzo, comunemente noto tra gli abitanti come "Castello Vinciprova", è ospitato anche il Museo Vivente della Dieta mediterranea, dedicato allo stile di vita portato alla ribalta mondiale dagli studi del medico americano Ancel Keys, che visse per circa 40 anni a Pioppi, proprio a pochi passi dal Museo.

## Descrizione
È composto da tredici vasche in cui si possono ammirare pesci e organismi marini che vivono nelle acque del Cilento. Tra le vasche possiamo citare la vasca tattile (nella quale si possono toccare i pesci e i molluschi, tra le preferite dai visitatori); la vasca delle Murene, la vasca della Posidonia oceanica, la vasca del Polpo, e due vasche in cui sono ospitati pesci che vivono ad oltre 20 metri di profondità. Il museo, gestito da Legambiente, è aperto tutto l'anno, tutti i giorni (escluso il martedì) e il biglietto, al costo di 4 euro, consente anche la visita al Museo della Dieta Mediterranea, ubicato al piano superiore dello stesso palazzo.

## Festival della dieta mediterranea
Negli spazi antistanti il museo, si svolge ogni anno il festival della Dieta mediterranea, manifestazione estiva che celebra le scoperte del fisiologo statunitense Ancel Keys , attraverso convegni, dibattiti, musica e degustazioni.